# Taraxacum erythrospermum
Taraxacum erythrospermum (sin. Taraxacum austriacum), vrsta maslačka raširenog po Euroaziji. Raste i u Hrvatskoj. Pripada sekciji Erythrosperma.

## Sinonimi
- Leontodon erythrospermum (Andrz. ex Besser) Eichw.
- Leontodon erythrospermus Britton
- Leontodon laevigatus Willd.
- Taraxacum austriacum Soest
- Taraxacum austriacum var. punctatum (Richards) R.Doll
- Taraxacum laevigatum (Willd.) DC.
- Taraxacum laevigatum var. erythrospermum (Andrz. ex Besser) J.Weiss
- Taraxacum officinale var. erythrospermum (Andrz. ex Besser) Bab.
- Taraxacum officinale var. laevigatum (Willd.) Bouvier
- Taraxacum punctatum A.J.Richards
- Taraxacum scanicum Dahlst.
- Taraxacum tauricum Kotov

- T. erythrospermum
- T. erythrospermum
- T. erythrospermum
- T. erythrospermum